# Crystal Bay
Crystal Bay – jednostka osadnicza w Stanach Zjednoczonych, w stanie Nevada, w hrabstwie Washoe.